# Veusz
Veuszは科学分野で用いられるグラフ描画パッケージである。VeuszはPyQt・NumPyなどのPythonライブラリを用いて書かれたQtアプリケーションである。VeuszはGPLの下で配布されている自由ソフトウェアである。Veuszは高品質のグラフを描画するために設計された。Veuszはviewsと発音される。
このプログラムはPDF・PostScript・SVG・EMFなどの一般的なベクタ形式のグラフを生成する。Veuszはクロスプラットフォームなソフトウェアであり、Microsoft Windows・macOS・UNIX/Linuxで動作する。
プロットはウィジェットのセットから構成されている。ウィジェットはドキュメントに加えることができ、ウィジェットの特徴は一貫性のあるインターフェースを用いて編集することである。例えば、グラフウィジェットはグラフの列を作成するためにグリッドウィジェット内に配置することができる。ウィジェットはXYプロット・関数・コンター図・箱ひげ図・極座標系・三角グラフ・ベクトル図・データイメージなどの豊富な図を扱うことができる。VeuszはCSVやFITSなどの標準的なデータ形式の読込・入力・編集・作成をすることができる。
VeuszはPythonで書かれたプラグインによって拡張可能である。プラグインを導入することで、他の形式で書かれたデータを読み込みすることができる。また、データ処理の自動化やデータ間の様々な数学的関係も作ることができる。Veuszはまた、Pythonに基づいたコマンドラインインターフェースを提供する。保存されるファイル形式は単純なPythonスクリプトであり、他のプログラムからそのスクリプトを用いることを簡単にする。
VeuszはLinux Formatという雑誌で取り上げられたことがあり、「Veuszはカラフルで魅力のあるグラフを作れる」と言及された。また、VeuszはHi-Fi Newsの9月号でも紹介されたこともある。VeuszはSciTools Easyvizパッケージの描画バックエンドとして使用することもできる。